# SEAMO Round About Tour 〜2008年 シーモ半期 珍プレー好プレー大賞〜 Final at 日本武道館
『SEAMO Round About Tour 〜2008年 シーモ半期 珍プレー好プレー大賞〜 Final at 日本武道館』（シーモ ラウンド アバウト ツアー 2008ねん シーモはんき ちんプレーこうプレーたいしょう ファイナル アット にっぽんぶどうかん）は、SEAMOの映像作品である。

## 概要
- SEAMOにとっては初の映像作品である。
- 『SEAMO Round About Tour 〜2008年 シーモ半期 珍プレー好プレー大賞〜』から2008年1月20日に行われた日本武道館での追加公演の模様を収録。
- 特典映像は当日開場時に会場で流れたレアパロディ映像 「ジャパネットたかだ」

## 収録映像曲
1. SEAMOGoGoGo
2. ラップの花道
3. 空
4. Rising Dragon feat. 2BACKKA
5. ペヤングビート
6. Chilling, Chilling
7. 君のとなり
8. I Wanna Be... feat. KOZUE
9. 宝島 feat. hiroko (from mihimaru GT)
10. おいしいゴハン
11. 料理三銃士 feat. 一撃 & kookaiV10 (from 手裏剣ジェット)
12. Golden Time feat. カルテット & 手裏剣ジェット
13. 天狗〜祭りのテーマ〜
14. 怒りの鉄槌 feat. 長州小力
15. Cry Baby
16. From Now
17. Fly Away feat. スガシカオ
18. 心の声 feat. AZU
19. 軌跡
20. ルパン・ザ・ファイヤー
21. DRIVE
22. Hey Boy, Hey Girl feat. BoA
23. Honey Honey
24. マタアイマショウ